# Épisodes de Rêves et Cauchemars

Cet article présente le guide des épisodes de la série télévisée Rêves et Cauchemars.

## Petits Soldats
- États-Unis : 12 juillet 2006 sur TNT
- France :

- William Hurt (VF : Jean Barney) (Jason Renshaw)
- Bruce Spence (Hans Morris)
- Mia Sara (la passagère de l'avion)

## Crouch End
- États-Unis : 12 juillet 2006 sur TNT
- France :

- Claire Forlani (VF : Barbara Delsol) (Doris Freeman)
- Eion Bailey (Lonnie Freeman)
- Linal Haft (Archibald)

## La Dernière Affaire d'Umney
- États-Unis : 19 juillet 2006 sur TNT
- France :

- William H. Macy (VF : Jacques Bouanich) (Clyde Umney / Sam Landry / George Demmick)
- Jacqueline McKenzie (VF : Dominique Westberg) (Linda Landry / Gloria Demmick)
- Tory Mussett (Arlene Cain / la fille de la piscine)
- Harold Hopkins (Vernon Klein)
- Kodi Smit-McPhee (Brandon)

## Le Grand Bazar: Finale
- États-Unis : 19 juillet 2006 sur TNT
- France :

- Ron Livingston (VF : Bruno Choël) (Howard Fornoy)
- Henry Thomas (VF : Alexandre Gillet) (Robert Fornoy)
- Tyler Coppin (VF : Georges Caudron) (Richard Fornoy)
- Rebecca Gibney (VF : Blanche Ravalec) (India Fornoy)
- Andy Anderson (VF : Michel Vigné) : Duke Rogers

## Quand l'auto-virus met cap au nord
- États-Unis : 26 juillet 2006 sur TNT
- France :

- Tom Berenger (VF : Richard Darbois) (Richard Kinnell)
- Marsha Mason (VF : Béatrice Delfe) (Tante Trudy)
- Susie Porter (VF : Rafaèle Moutier) (Sally Blair)
- Marg Downey (VF : Marie-Laure Beneston) (Judy Diment)
- Kim Gyngell (VF : Jean-Luc Kayser) (Will Tabor)
- Chris Haywood (Dr Bogner)

## Quatuor à cinq
- États-Unis : 26 juillet 2006 sur TNT
- France :

- Jeremy Sisto (VF : Maurice Decoster) (Willie Evans)
- Samantha Mathis (VF : Martine Irzenski) (Karen Evans)
- Christopher Morris (Barney)
- Peter O'Brien (Keenan)
- Chris Kirby (Sarge)
- Robert Mammone (VF : Bernard Métraux) (Jagger)

## Salle d'autopsie quatre
- États-Unis : 2 août 2006 sur TNT
- France :

- Richard Thomas (VF : Daniel Lafourcade) (Howard Cottrell)
- Greta Scacchi (VF : Emmanuelle Bondeville) (Dr Katie Arlen)
- Robert Mammone (VF : Olivier Destrez) (Dr Peter Jennings)
- Linc Hasler (VF : Vincent Ropion) (Rusty)
- Jude Beaumont (Angela)
- Paul Gleeson (Ed Brooks)
- Martin Vaughan (VF : Pierre Baton) (Dr. Kazalian)

## Un groupe d'enfer
- États-Unis : 2 août 2006 sur TNT
- France :

- Kim Delaney (VF : Véronique Augereau) (Mary Willingham)
- Steven Weber (VF : Guillaume Orsat) (Clark Willingham)
- William McNamara (Ricky Nelson)
- Erin Wright (VF : Odile Schmitt) (Janis Joplin)
- Joe Sagal (VF : Patrick Guillemin) (Elvis Presley)
- Kristian Schmid (Buddy Holly)